# Pisen o smutne zemi
Пісня про Карпатську Русь -  документальний фільм про Закарпаття, знятий режисером Jiří Weiss.

## Сюжет
Без кінця гори, без кінця туману, без кінця пралісів, де вмирає ліс, де тінь пахне смертю... Звучить непристойний голос Володимира Шмерала, а камера Вацлава Гануша фіксує густий туман, який можна розрізати. Карпатська русь за словом і образом – лірична і дика, міфічна і поетична. Така гірська природа і суб'єктивно відображений екшн дроворубів на плоту, в той час як Шабат місцевих євреїв має майже східний колорит. Поетичний подорож Їржі Вайса. Це пізній подих авангарду, в тіні якого вже ховається привид нової війни